# Val-de-Chaise
Val-de-Chaise é uma comuna francesa na região administrativa da Alta Saboia, região de Auvérnia-Ródano-Alpes. Estende-se por uma área de 18,7 km². Em 2010 a comuna tinha 1 397 habitantes (densidade: 74,7 hab./km²).
A municipalidade foi estabelecida em 1 de janeiro de 2016 e consiste na fusão das antigas comunas de Marlens e Cons-Sainte-Colombe.